# Bubendorf (Gemeinde Pilgersdorf)

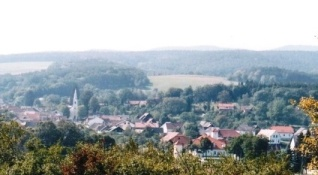
Bubendorf Ortsansicht

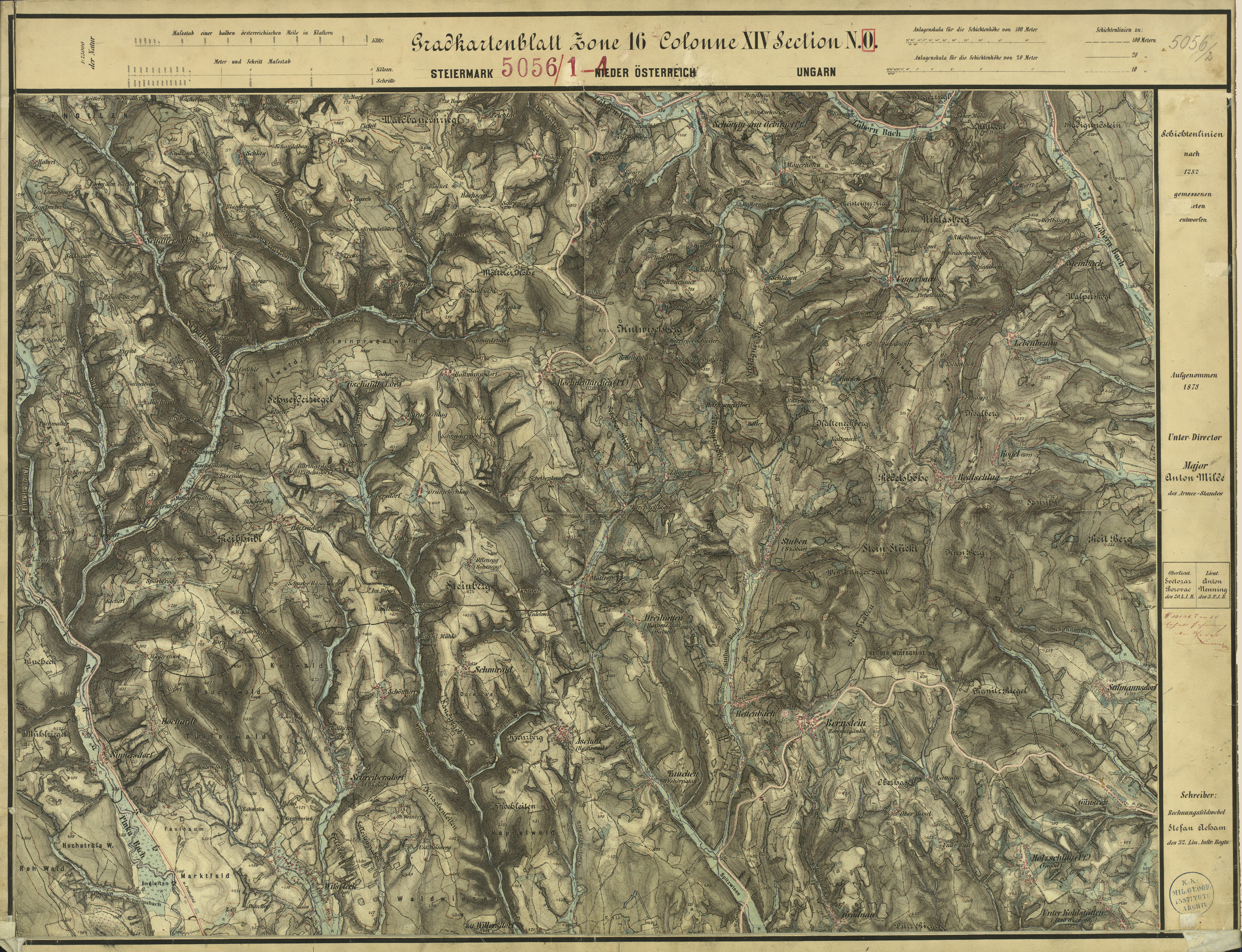
Bubendorf (links außen) um 1878 (Aufnahmeblatt der Landesaufnahme)

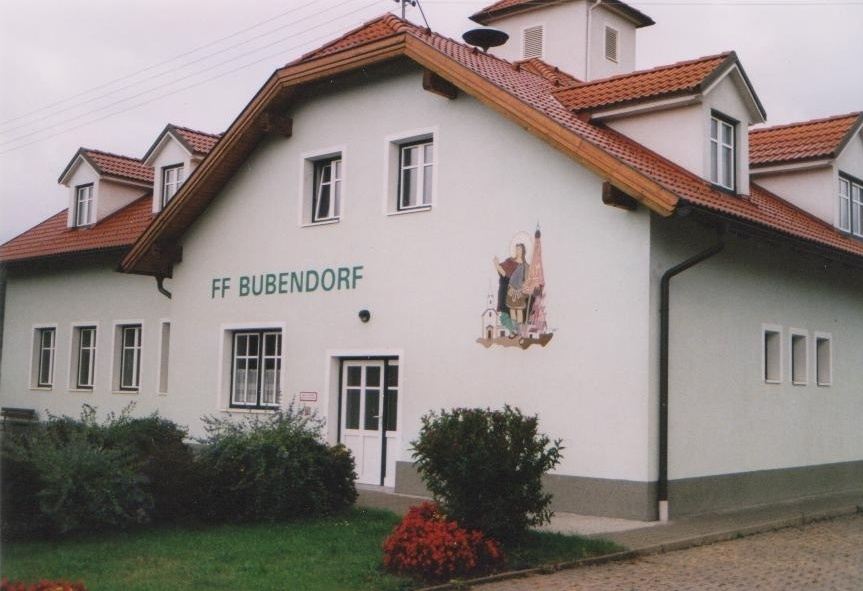
Bubendorf Feuerwehrhaus

Bubendorf (ungarisch Lántosfalva, Latorfalva) ist ein Ortsteil der Großgemeinde Pilgersdorf im Bezirk Oberpullendorf im Burgenland in Österreich.

## Geografie
Bubendorf liegt im Zöberntal, im mittleren Burgenland, zwischen Kirchschlag in der Buckligen Welt und Lockenhaus. Die Gegend ist hügelig und waldreich. In der Umgebung des Ortes gibt es aber auch größere Felder, auf denen hauptsächlich Getreide angebaut wird. Ein Teil des Gemeindegebietes liegt im Landschaftsschutzgebiet.
Ein Radweg führt vom benachbarten Niederösterreich durch das Zöbern- und Günstal bis zur Stadt Güns in Ungarn. Es gibt auch mehrere Wanderwege mit verschiedenen Schwierigkeitsgraden. Einer davon führt nach Bernstein, wo sich das einzige Serpentinvorkommen Österreichs befindet.

## Geschichte
Um 1300 siedelten die Güssinger Grafen als Burgherren von Lockenhaus hier in „Latorfalva“ Hofspielleute an. Lator (mhd. Loter) heißt im Ungarischen Lautenspieler, Spielmann, Bube. Der Ort hieß also ursprünglich „Spielmannsdorf“ und wurde später Bubendorf genannt.
Im Jahr 1390 wurde der Ort erstmals als „Lachofalva“ (fälschlich für „Latorfalva“) urkundlich genannt und mit den 12 anderen Dörfern der Herrschaft Lockenhaus vom ungarischen König Sigismund an die Grafen von Kanizsay übergeben. Ab 1397 heißt der Ort „Lat(h)orfalva“ bzw. „Puebendorff“ und in späteren ungarischen Quellen „Lántosfalva“ (Spielmannsdorf). Bubendorf gehörte zur Herrschaft Lockenhaus und zum Komitat Eisenburg und kirchlich zur Pfarre Pilgersdorf (Diözese Raab, ab 1777 zur neu gegründeten Diözese Steinamanger).
Im Urbar des Jahres 1519 wurden die ersten Bubendorfer namentlich genannt (Johannes Suelyor, Johannes, Georgius und Coloman Thorma (Kren), Johannes Gloocz, Johannes Pocz, Petrus Kys (Klein), Vitus Varga (Schuster), Luchas und Georgius Puhar (Puhr) und Georgius und Martinus Sulkos). Der Ort bestand aus 12 Viertelbauern (3 2/4 Lehen) und 2 öden Höfen.
Von 1528 bis etwa 1670 wurde Bubendorf gemeinsam mit Deutsch Gerisdorf und Salmannsdorf von einem Gericht (Richter und Geschworene) „verwaltet“, das jährlich vom Grundherrn bestellt wurde. 1532 wurde der Ort wahrscheinlich von den Türken während der Belagerung von Güns zerstört.
Von 1535 bis 1671 waren die Grafen von Nádasdy die Besitzer der Herrschaft Lockenhaus und somit die Grundherren von Bubendorf.
Von 1597 bis etwa 1652 schlossen sich die Grundherren und die Bevölkerung dem Protestantismus an. Während im Jahre 1605 viele Nachbarorte von den Bocskay-Hajduken niedergebrannt wurden, überstanden die meisten der 14 Viertelbauern und 5 Söllner (Kleinhäusler) von Bubendorf dieses Katastrophenjahr ohne größeren Schaden, 4 Bauernhöfe und 1 Söllnerhaus standen leer. Im Urbar des Jahres 1608 werden folgende Untertanen genannt: Myll Mychell, Puer Pall, Perger Andreae, Styffter Toma, Czedly Gierygh, Pacz Mychell, Slegly Amburus, Kager Greger, Slegly Mertt, Slegly Hanz, Pad Steffl, Slegly Toma, Kren Thoma, Pyrger Symon und die Söllner Slegly Mertt, Prykkell Toma, Puer Peter, Sleyffer Kholman und Suezter Steffl.
Im Urbar des Jahres 1639 scheinen statt 3 2/4 Sessionen 14 ganze Sessionen (20 Halb-, 3 Drittel- und 12 Viertelbauern) und 5 Söllner auf. Es werden viele neue Familiennamen genannt, Bubendorf dürfte neu besiedelt worden sein, es bestand ab nun aus ungefähr 40 Häusern.
Von 1649 bis 1675 war der Ort an die Familie Speidl, steirische Adelige, die in Pilgersdorf einen Edelhof bewirtschafteten, verpfändet. Das Urbar des Jahres 1661 nennt 5 Halb-, 5 Drittel- und 34 Viertelbauern (insgesamt 12 2/3 Sessionen), 7 Kleinhäusler und die Mühle des Hons Pestnlehner. Der Ort muss also rund 50 Häuser gehabt haben.
Ab 1652 führte Graf Franz III. von Nàdasdy die Rekatholisierung durch. Von 1675 bis 1848 waren die Fürsten von Esterházy die Besitzer der Herrschaft Lockenhaus und damit die Grundherren in Bubendorf.
Von etwa 1700 an kam es zu einem wirtschaftlichen Rückschlag; 1702 war die Hälfte der Häuser unbewohnt, 1744 sogar zwei Drittel. Schuld daran waren die Epidemien (Pest und Cholera) und die Kuruzzenkriege. Während des Rákocsy – Aufstandes (1703–1711) soll bei Bubendorf ein größeres Gefecht stattgefunden haben, die Toten sollen auf dem Anger, der danach auch „bei den Gräbern“ genannt wurde, bestattet worden sein.
Im Jahr 1732 wurde an der Stelle der heutigen Kirche eine Kapelle zu Ehren der hl. Mutter Anna errichtet.
Im Jahre 1780 gab es nur 36 Viertelbauern und 2 Söllner, einige Häuser dürften verfallen und abgerissen worden sein. Der Ort hatte 280 Einwohner.
Um 1800 wurde die erste Schule erbaut, sie wird 1802 erstmals urkundlich genannt. Von 1810 bis 1812 wurde an der Stelle der Annakapelle die heutige Filialkirche errichtet, die dem hl. Florian geweiht ist. Im Jahr 1828 bestand der Ort aus 45 Häusern: 38 Viertelbauern (9 2/4 Lehen), 17 davon waren „Witwenbetriebe“ – wohl eine Folge der Napoleonischen Kriege –, 4 Kleinhäuslern sowie der Schule, dem „Halterhaus“ und der Kirche.
Im Jahr 1848 ging mit der „Bauernbefreiung“ die Zeit der Untertänigkeit zu Ende. Die Aufgaben des Grundherrn übernahmen nun zur Gänze staatliche Einrichtungen (Stuhlrichter, Amtmänner, Bürgermeister).
Von 1860 bis 1875 wurde in Bubendorf bei der „Sauholt“ Braunkohle abgebaut, hauptsächlich zur Deckung des Energiebedarfs des Schmelzofens des Grafen Strachwitz in Deutsch Gerisdorf.
Am 10. April 1866 und am 2. August 1872 zerstörten Brände den Großteil des Ortes. Viele Bubendorfer wanderten aus, der Großteil nach Slawonien, einige auch nach Amerika. Einige Rabnitztaler kauften die Brandstätten und siedelten sich hier an (Mandl, Leidl).
Im Jahr 1874 wurde ein eigener Friedhof angelegt, bis dahin waren die Toten in Pilgersdorf bestattet worden.
1890 wurde gemeinsam mit Pilgersdorf eine Freiwillige Feuerwehr gegründet. Bubendorf bestand aus 61 Häusern und hatte 324 Einwohner.
Seit etwa 1897 findet jährlich eine Fußwallfahrt nach Pinggau statt.
Im Jahr 1900 bekam Bubendorf eine eigene Freiwillige Feuerwehr, ein Feuerwehrhaus, eine Handdruckspritze und die notwendige Ausrüstung wurden angeschafft.
Vom Ersten Weltkrieg (1914–1918) kehrten zehn Bubendorfer nicht mehr zurück. Um 1920 wurde der Ort von der Mühle notdürftig mit Strom versorgt. Nach dem Ersten Weltkrieg zerfiel die Österreichisch-Ungarische Monarchie und die meisten deutschsprachigen Gebiete Westungarns wurden Österreich zugesprochen. Im August 1921 versuchte Österreich das Burgenland anzuschließen, österreichische Gendarmen marschierten im Burgenland ein, in unserem Gebiet drangen sie bis Deutsch Gerisdorf vor.
Am 5. September 1921 im Zuge der Landnahme des Burgenlandes drängten ungarische Freischärler die österreichischen Gendarmen bis Kirchschlag zurück. Weil der Bubendorfer Müller Josef Karácsony den Freischärlerführer Graf Egan aus Bernstein in Pilgersdorf gefangen genommen und in Kirchschlag den österreichischen Behörden übergeben hatte, zerstörten die Freischärler die Mühle und die Wohnung des Müllers. Außer dem Müller, dem der größte Schaden im ganzen Burgenland entstand, erlitten auch einige Bubendorfer größere Verluste. Am 27. November 1921 wurde die Gegend endgültig Österreich angeschlossen.
Am 10. Oktober 1937 flog der Bubendorfer Franz Bredl mit seiner „Nelly“, einem von ihm konstruierten Leichtflugzeug, über das Dorf.
Vom Zweiten Weltkrieg kehrten 20 Bubendorfer nicht mehr in ihre Heimat zurück.
Am 30. März 1945 besetzten die Russen das Dorf.
Von 1948 bis 1952 wurde das Braunkohlebergwerk reaktiviert.
1950 wurde der Ort an das Stromnetz der BEWAG angeschlossen.
1955 Errichtung eines neuen Feuerwehr- und Gemeindehauses rechts vor der Kirche
1962–1964 Bau der Ringwasserleitung
1965–1966 Kanalisierung des Ortes
1966 erfolgte die Auflösung der Volksschule. Seither gehen die Kinder in Pilgersdorf in die Schule
Am 1. Jänner 1971 erfolgte die Zusammenlegung der Gemeinden: Bubendorf wurde eine Katastralgemeinde der Großgemeinde Pilgersdorf.
1978 Bau der Aufbahrungshalle
Ab etwa 1980 wurde die „Pfarrsiedlung“ angelegt.
1982 Anlegung und Eröffnung des Sportplatzes
1988 Gründung des Verschönerungsvereins
1989 Bau einer neuen Brücke über die Zöbern
1996–1997 Errichtung des neuen Feuerwehrhauses neben dem Zöbernbach
1997–1999 Sanierung und Renovierung der Kirche
1999 Ausbau der Bundesstraße
2005–2007 Neugestaltung der Ortsdurchfahrt und der Nebenstraßen
2016 Neugestaltung des Kirchenplatzes

## Kultur und Sehenswürdigkeiten

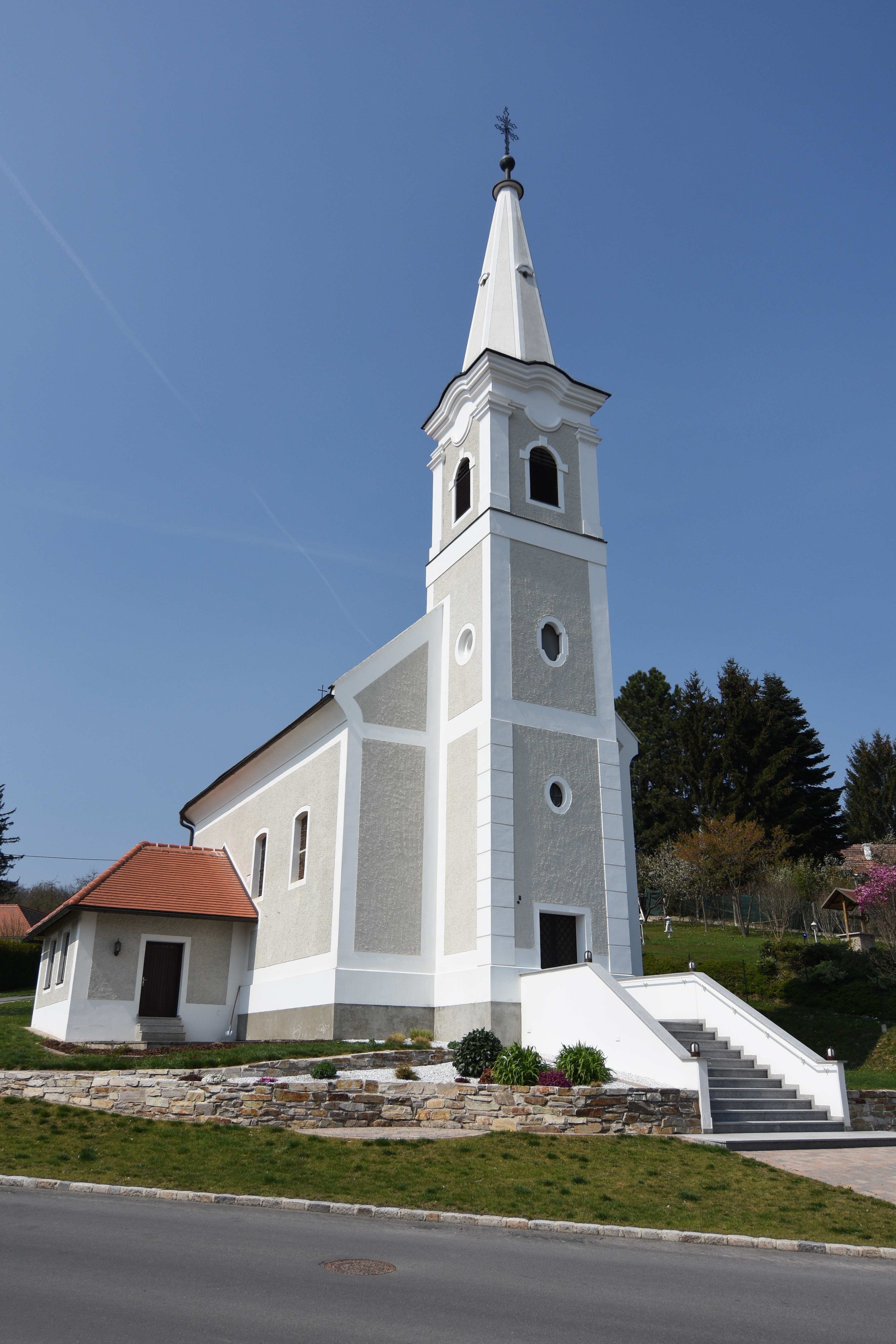
Filialkirche Bubendorf im Burgenland

- Katholische Filialkirche Bubendorf im Burgenland hl. Florian
- Kapelle hl. Johannes Nepomuk
- Figur hl. Anna

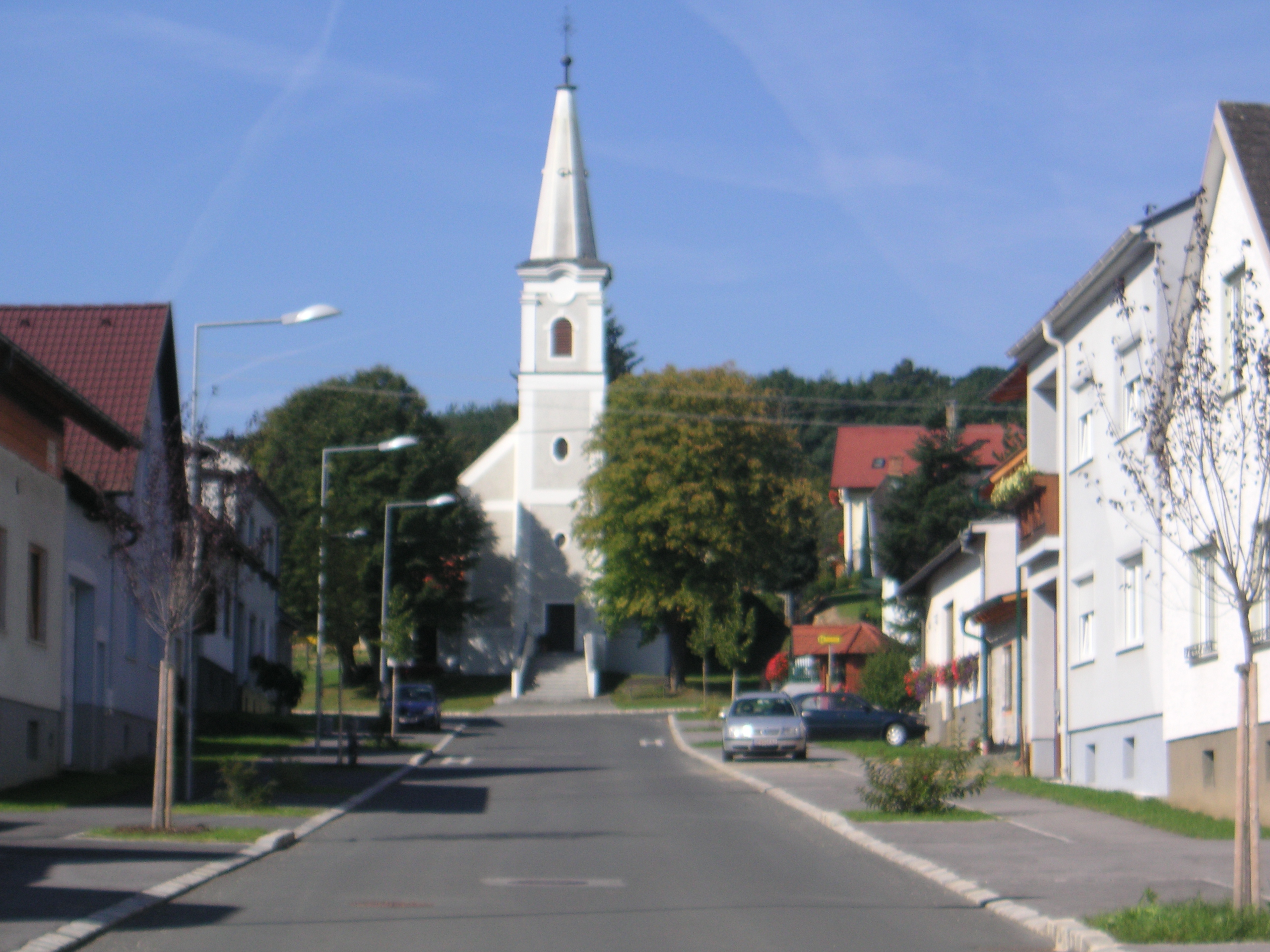
Dorfstraße
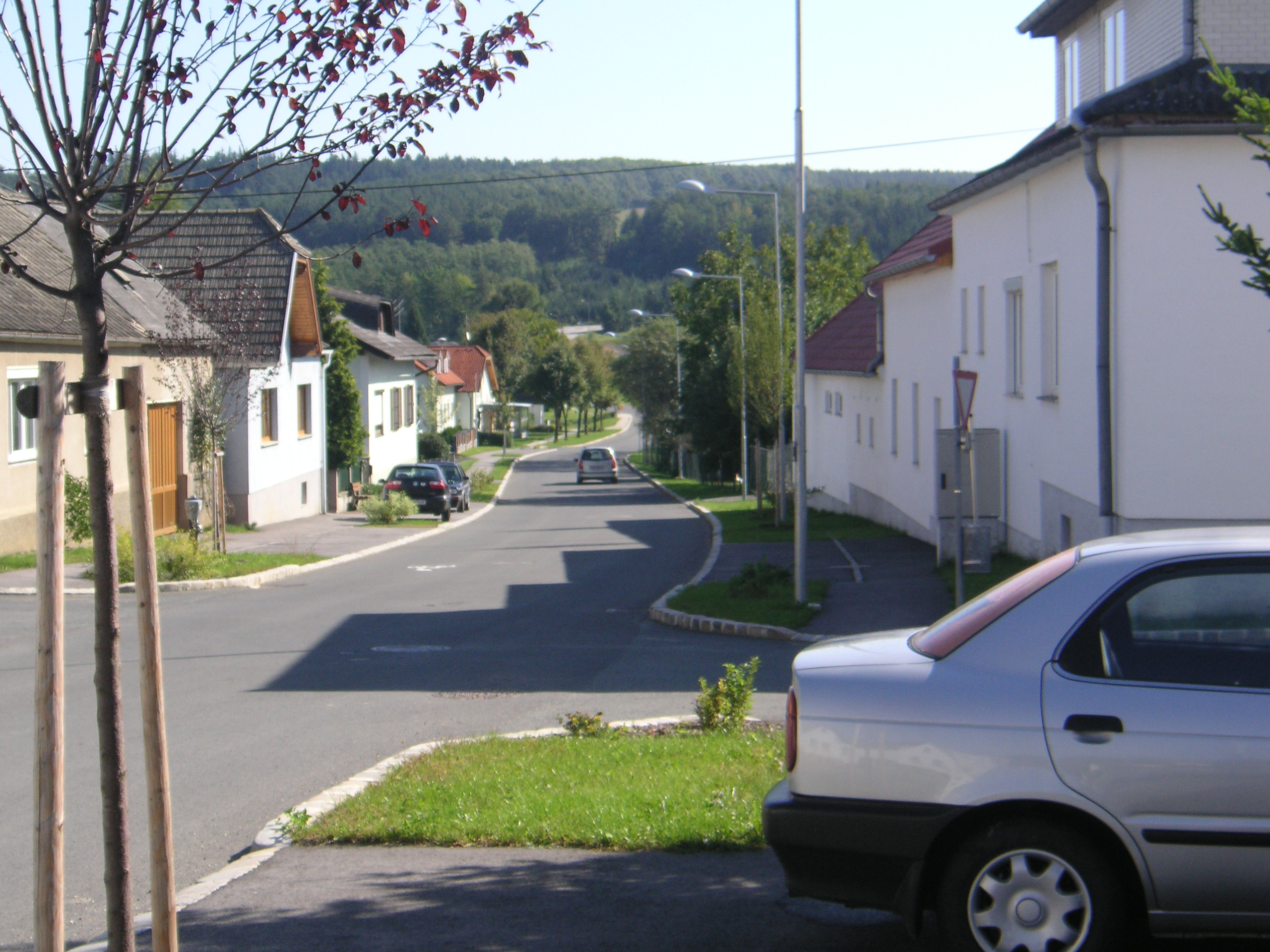
Dorfstraße
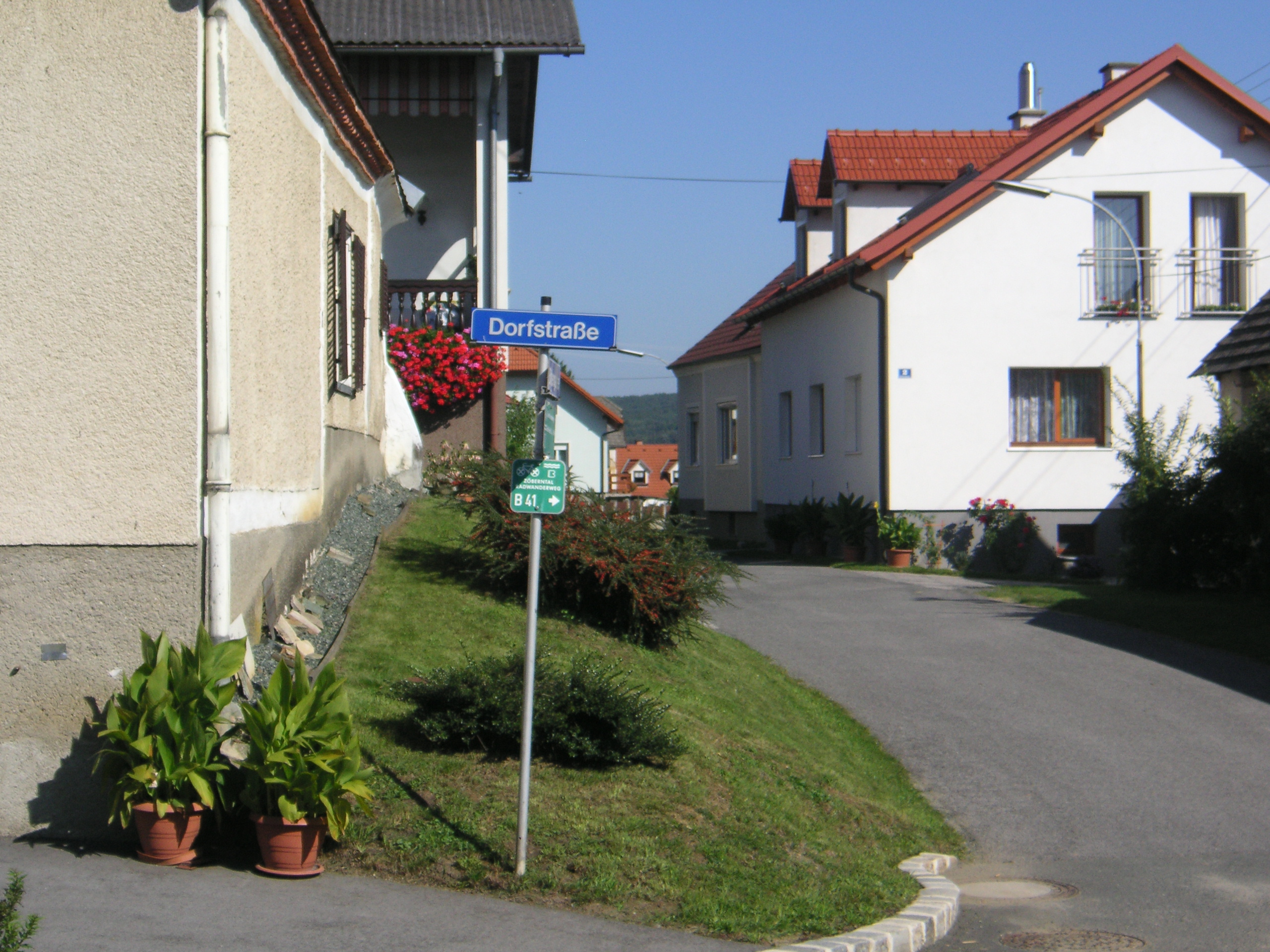
Birkengasse
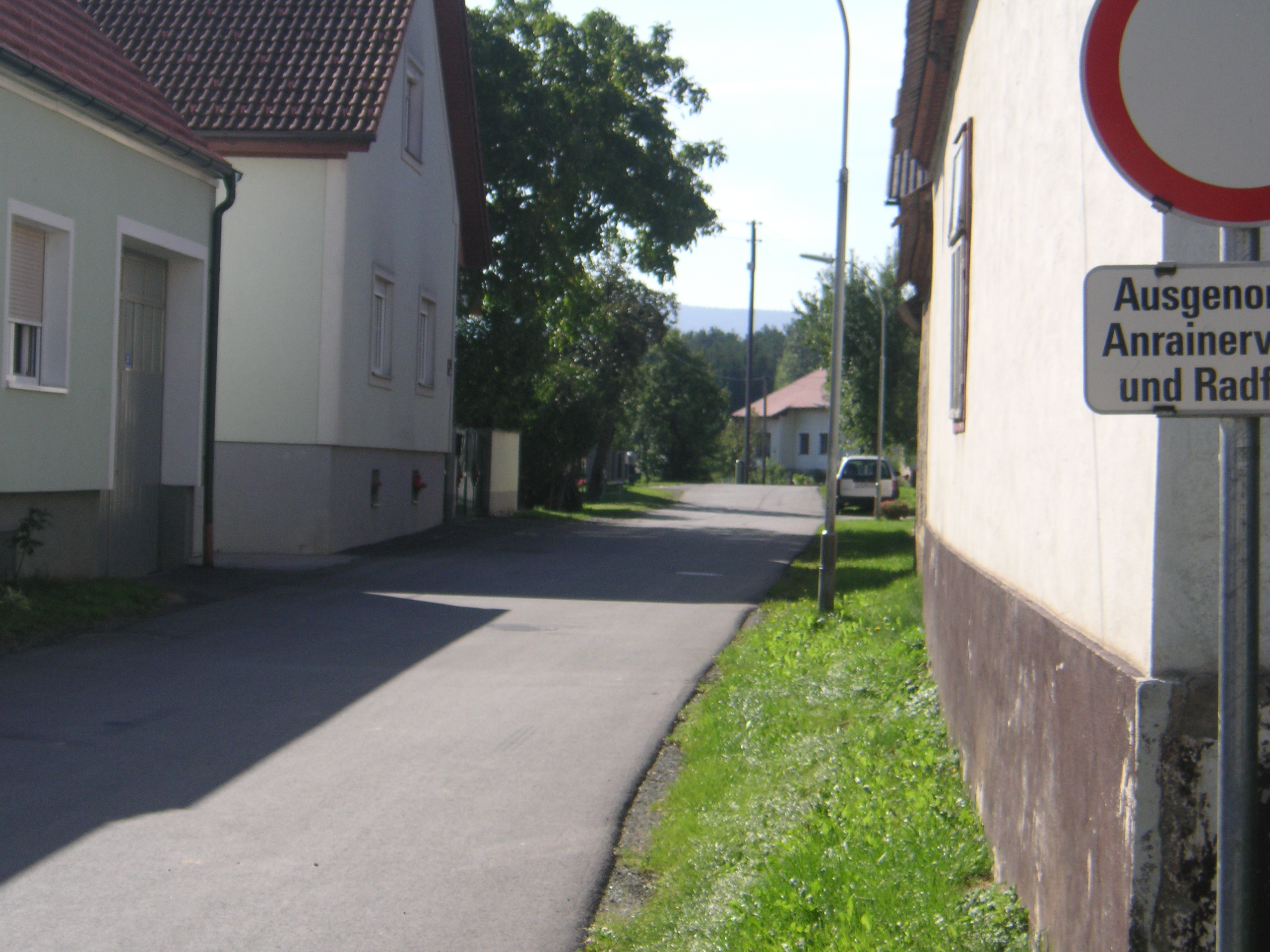
Wiesengasse

Veranstaltungen
- Alljährlich wird am ersten Sonntag im Mai der Floriani-Kirtag mit einem Festgottesdienst und einer Prozession gefeiert.
- Einige Male im Jahr finden im neuen Feuerwehrhaus, das sich neben dem Zöbernbach befindet, Feuerwehrheuriger, Sautanz und andere Festivitäten statt. Ende Juni werden anlässlich des Sportfestes auf dem Fußballplatz, der gleich hinter dem Feuerwehrhaus liegt, Turniere mit den Mannschaften der Nachbarorte ausgetragen.

## Politik
Bürgermeister
- 1918–1926: Josef Paller, Bubendorf 17
- 1927–1928: Paul Reinhofer, Bubendorf 54
- 1928–1930: Josef Schermann, Bubendorf 35
- 1930–1938: Johann Koger, Bubendorf 45
- 1938–1939: Alois Weber, Bubendorf 16
- 1939–1945: Michael Mandl, Bubendorf 44
- 1945–1947: Alois Schmidt, Bubendorf 22
- 1947–1958: Johann Leidl, Bubendorf 10
- 1958–1967: Florian Hettlinger, Bubendorf 49
- 1967–1970: Eduard Pessenlehner, Bubendorf 3

Ortsvorsteher
- 1971–1978 Eduard Pessenlehner, Bubendorf 3
- 1979–1980 Franz Puhr, Bubendorf 43
- 1980–1992 Julius Schmidt, Bubendorf 22
- 1992–1994 Alois Pessenlehner, Wiesengasse 13
- seit 1994 Johann Stifter, Birkengasse 12